# Kermarion
Kermarion is een geslacht van weekdieren uit de klasse van de Gastropoda (slakken).

## Soort
- Kermarion kermadecensis (E. A. Smith, 1873)